# Atlantic XHB-2
L'Atlantic XHB-2 est un projet de bombardier lourd monoplan, développé dans les années 1920 par Atlantic Aircraft, division américaine de l'avionneur Fokker. Le projet est toutefois abandonné, la conception d'avion monoplan représentant un changement trop brutal. Il faut attendre les années 1930 pour voir apparaître le Douglas Y1B-7, premier bombardier monoplan américain construit.